# Wietrzychowice (województwo małopolskie)
Wietrzychowice – wieś w Polsce położona w województwie małopolskim, w powiecie tarnowskim, w gminie Wietrzychowice.
| SIMC    | Nazwa       | Rodzaj    |
| ------- | ----------- | --------- |
| 1051689 | Budzyń      | część wsi |
| 1051761 | Podwale     | część wsi |
| 1051821 | Szymanowice | część wsi |
| 1051838 | Tertyla     | część wsi |

W latach 1975–1998 miejscowość należała administracyjnie do województwa tarnowskiego.
Miejscowość jest siedzibą gminy Wietrzychowice.
W roku 2021 we wsi mieszkały 672 osoby, z czego 51,3% stanowiły kobiety, a 48,7% mężczyźni.

## Zabytki
Obiekt wpisany do rejestru zabytków nieruchomych województwa małopolskiego.
- Kościół parafialny pw. Wniebowzięcia NMP;
- dzwonnica kościelna;
- cmentarz wojenny nr 255.

## Infrastruktura
We wsi funkcjonuje całoroczne połączenie promowe przed Dunajec z prawobrzeżnymi Siedliszowicami.

## Osoby związane z miejscowością
- Mieczysław Kaplicki (właściwe nazwisko Maurycy Kapellner) – lekarz dermatolog, działacz społeczny, prezydent Krakowa, podpułkownik lekarz Wojska Polskiego żydowskiego pochodzenia.
- Stanisław Kusior – polityk i samorządowiec, poseł na Sejm II kadencji, wójt Wietrzychowic (1990–2002).